# Marco Caneira
Marco António Simões Caneira nasceu a 9 de Fevereiro de 1979, em Negrais (Sintra), e foi um polivalente defesa do plantel de futebol profissional do Sporting Clube de Portugal. Começou a carreira nas camadas jovens do Sporting mas saiu do clube juntamente com Alhandra e Paulo Costa, quando era júnior no meio de uma história algo conturbada.
Após representar o Sporting Clube de Portugal, o Lourinhanense (por empréstimo), o Salgueiros (por empréstimo), alguns clubes em França e Itália, como o Inter de Milão e o Bordeaux, esteve uma época no Benfica. Depois foi emprestado ao Valencia CF de Espanha na época 2004-2005, que o comprou na época seguinte. Na 2ª metade da época foi emprestado ao Sporting Clube de Portugal, voltando a ser emprestado ao mesmo clube na época 2006-2007. Nesta ocasião, Caneira apontou um golo mítico frente ao Inter de Milão, seu antigo clube, que acabaria por dar a vitória por 1-0 ao Sporting, em jogo a contar para a Liga dos Campeões.
No início da época 2007-2008, foi chamado de volta ao plantel principal do Valencia. Em Junho de 2008, assinou um contrato de 4 épocas (até 2012) pelo Sporting Clube de Portugal, a custo zero. Em 2011, com a chegada do novo treinador, Marco Caneira foi dispensado, tendo ingressado no MOL Vidi FC (Videoton), onde alinhou em 104 partidas e apontou 2 golos em 4 temporadas desportivas.
Após uma paragem de um ano, regressa a Portugal em 2016 para representar o clube da sua terra, SRD Negrais, clube que viria a representar até pôr termo à sua longa carreira de futebolista profissional, em 2019, com 40 anos.
Posteriormente, iniciou uma carreira de dirigente, sendo que atualmente ocupa o posto de diretor desportivo no Sport Clube União Torreense.

## Palmarés
- 1 Supertaça Europeia 2004
- 2 Taça de Portugal
- 2 Supertaça Cândido de Oliveira
- 1 Copa del Rey
- 1 Liga Húngara
- 1 Taça da Liga Húngara
- 2 Supertaça Hungria

COMPETIÇÕES CAMADAS JOVENS:
- 1 Campeonato da Europa Sub-16
- 1 Nacional Juniores A 1ª Divisão
- 1 Nacional Juniores B
- 2 Nacional Juniores C